# اداپینار، سیهان
اداپینار، سیهان (به لاتین: Adapınar, Ceyhan) یک  Köy  در ترکیه است که در adana province واقع شده‌است.